# Djerma
Djerma o Dyerma (nom francès, els britànics els anomenen zarma o zerma -en plural zarmes o zermes, o alternativament zaberma) és el nom d'un poble de l'est del riu Níger. També es troben a les zones adjacents de Nigèria i Benín, juntament amb un nombre menor a Burkina Faso, Costa d'Ivori, Ghana, Togo i Sudan. Al Níger, els djerma són sovint considerats pels estrangers com de la mateixa ètnia que el poble veí songhai pròpiament dit, encara que els dos grups reclamen diferències, tenen històries diferents i parlen dialectes diferents. De vegades s'anomenen com a Djerma-Songhay o Songhay-Djerma.
El poble Djerma és majoritàriament musulmà de l'escola Maliki -sunnita, i viuen a les terres àrides del Sahel, al llarg de la vall del riu Níger, que és una font de reg, farratge per a ramats de bestiar i aigua potable. Relativament pròspers, posseeixen bestiar boví, ovelles, cabres i dromedaris, que lloguen als fulbes o als tuàregs per cuidar-los. El poble Djerma ha tingut una història de sistemes d'esclaus i de castes, com molts grups ètnics de l'Àfrica Occidental. Com ells, també han tingut una tradició musical històrica.